# Farmacia de la Reina Madre

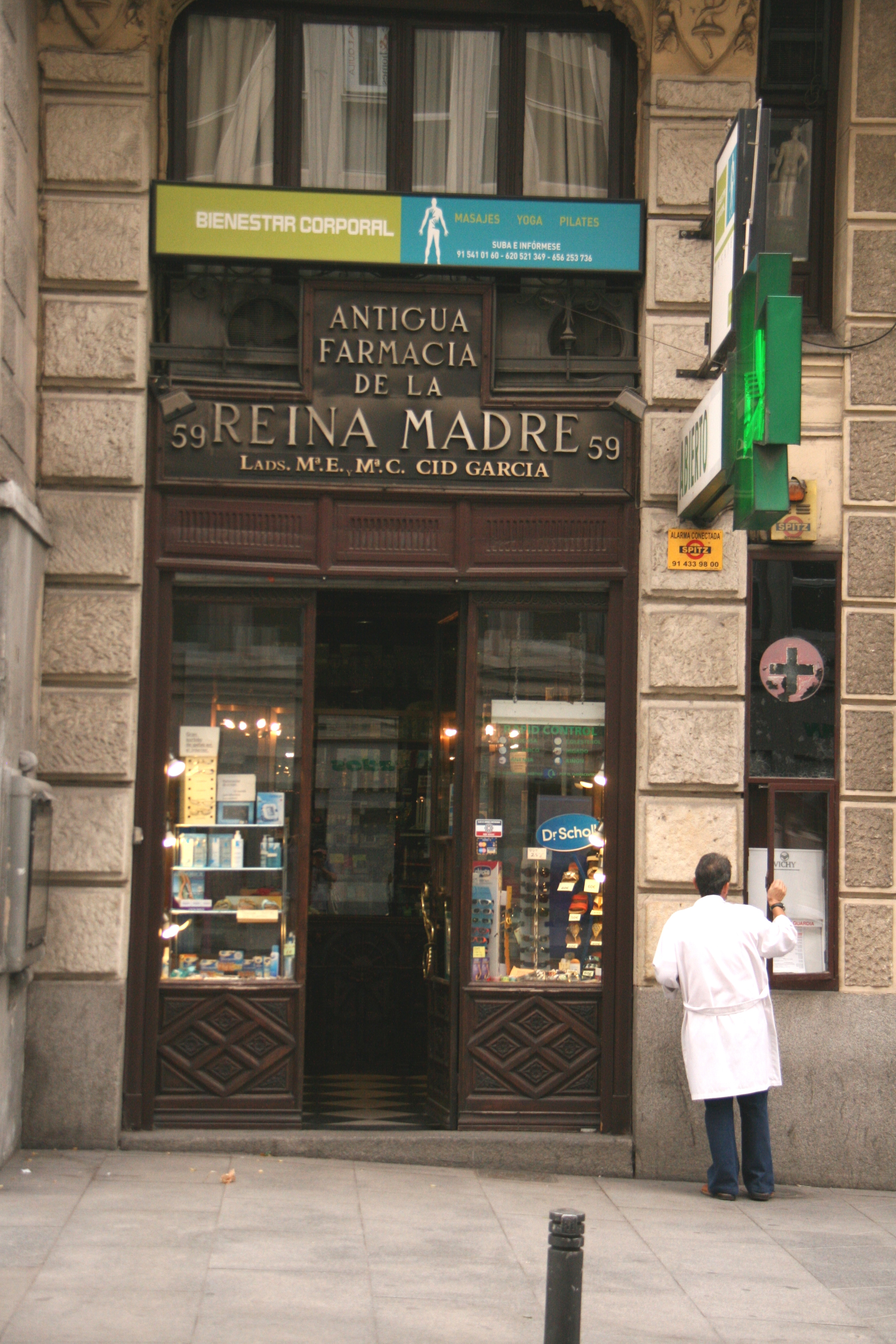
Entrada a la antigua farmacia de la Reina Madre, en Madrid (en 2009).

La Botica de la Reina Madre es una antigua farmacia de Madrid, situada en el número 59 de la Mayor. El primitivo negocio se data hacia 1598. Es probable que tomara su nombre de Isabel Farnesio, segunda esposa del rey Felipe V y madre de Carlos III, y de las relaciones y servicios con y para la Real Botica de Palacio.

## Historia
Algunos estudios asocian su posible origen a la botica que el alquimista veneciano de Felipe II de España tuvo en la calle del Sacramento, y al interés del monarca en conseguir algún tipo de plata alquímica para costear sus gastos de guerra. En esa línea pseudo-histórica se da el dato de la inauguración de la botica un 15 de mayo de 1578 (según publicaba sin demasiado fundamento La Correspondencia de España en sus números del 13 y el 15 de octubre de 1874). Legendario parece asimismo el dato de que se hiciera famosa por fabricar la pomada facial relajante usada por la Farnesio, abrumada al parecer «por los disgustos de sus nueras».
Durante el siglo xix se hicieron famosas las tertulias reunidas en el antiguo local, reuniendo a liberales, progresistas y republicanos, entre los que pudo estar Benito Pérez Galdós, que menciona esta botica en sus Episodios nacionales.
Desde el 1 de octubre de 1914, la farmacia ocupa la planta baja del edificio modernista obra de Jesús Carrasco-Muñoz Encina y promovido por el boticario Roberto Moreno (cuya familia se había adueñado del negocio ya en las primeras décadas del siglo xix). En 1931 adquirió el negocio José Cid Guerrero cuyos herederos han continuado con el establecimiento farmacéutico. Algunos estudiosos anotan el dato curioso de que durante el siglo xix la botica destacara por la venta de aguas minerales embotelladas procedentes de balnearios termales, no necesariamente para beber, sino también para friegas, etc. También se vendía agua destilada en botijones, y el colutorio bucal antiséptico llamado «eau de Suez». Mayor seriedad profesional se advierte en la venta de vacunas contra la viruela.

### Decoración

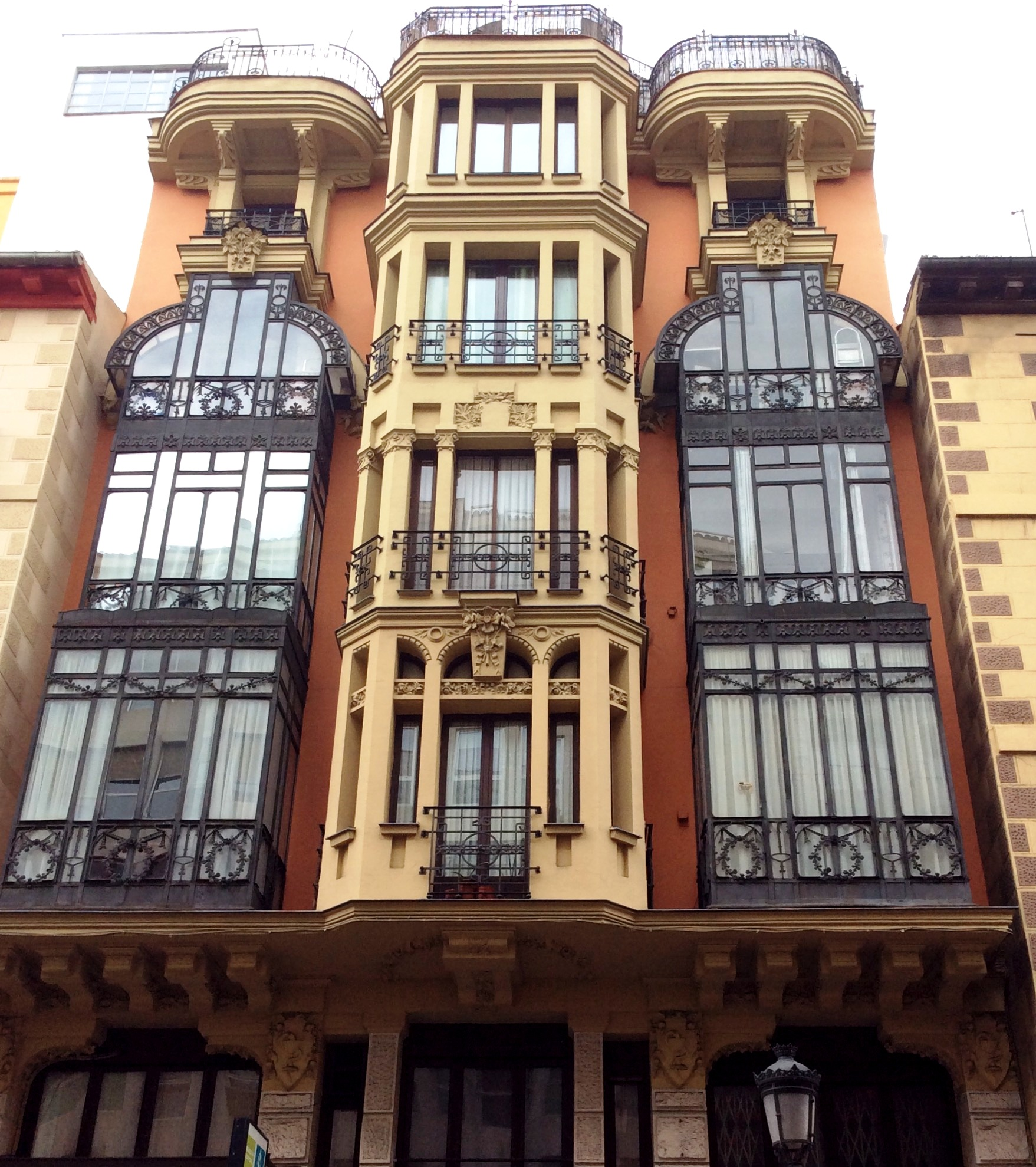
Edificio de la Botica de la Reina Madre, en el núm. 59 de la calle Mayor de Madrid.

Domina el espacio interior «un mostrador de caoba labrada con adornos de ángeles y una serie de dibujos geométricos», a partir de la decoración diseñada por Antonio Rosselló en 1914. También llaman la atención los dos panales de azulejos obra de Juan Ruiz de Luna, señalando dos años: 1578, el de la fundación, y 1914, «fecha en la que se trasladó la farmacia desde la calle Sacramento hasta la calle Mayor». En la primitiva estructura –que se mantiene intacta–, destacan los pequeños cajones de madera, «cada uno pertenecía a un cliente en los que se les guardaba su medicación hasta que venían a recogerla».
De la colección de albarelos y botes de farmacia de distintas épocas destacan algunos ejemplares renacentistas. Se conserva asimismo «un frasco con polvo de extracto de momia que se usaba para la gangrena». En el sótano que sirve de almacén estuvo un pequeño museo, del que aún se conservan una caja registradora, primitivas básculas para pesar bebés, además de numerosas recetas de las sustancias de opiáceos o fórmulas magistrales de pomadas e ungüentos.
También fue cantada por poetas decimonónicos como Gorostiza: 

Burla burlando apuré
en mi corta enfermedad
tantos diascordios había
en la botica famosa
de la Reina Madre
 M. E. Gorostiza (1822)